# Los Angeles Rams
Los Angeles Rams és una franquícia de futbol americà professional de la National Football League (NFL) ubicada a la ciutat d'Inglewood, a l'àrea metropolitana de Los Angeles, Califòrnia. Són membres de la Divisió Oest de la Conferència Nacional (NFC). Fins a la temporada 2020, han jugat els seus partits com a locals al mític estadi olímpic Los Angeles Memorial Coliseum, on es van celebrar els Jocs Olímpics de Los Angeles 1932 i els Jocs Olímpics de Los Angeles 1984. Actualment comparteixen l'estadi SoFi Stadium amb l'altre equip de Los Angeles a l'NFL, Los Angeles Chargers.

## Història

### 1936-1945: Els Cleveland Rams
La franquícia va ser fundada el 1936 per Homer Marshman i Ramon Wetzel a la ciutat de Cleveland, Ohio. Després de disputar una temporada a l'American Football League, els Rams es van incorporar a la National Football League el 1937. Parker Hall va ser nomenat jugador més valuós de 1939. Dan Reeves i Fred Levy Jr. van comprar l'equip el 1941. No van jugar les temporades 1943 i 1944 a causa de la Segona Guerra Mundial, En el seu retorn a l'NFL el 1945, els Rams van aconseguir el seu primer campionat amb una marca de nou victòries i una derrota, mentre que pel mariscal de camp Bob Waterfield va ser nomenat jugador més valuós.

### 1946-1994: Primera etapa a Los Angeles
Els Rams es van mudar a Los Angeles l'any 1946, sent el primer equip professional de les grans lligues a instal·lar-se a Califòrnia juntament amb els Los Angeles Dons de l'AAFC. Com a part del contracte per a utilitzar el Los Angeles Memorial Coliseum, els Rams van signar dos jugadors negres: Kenny Washington i Woody Strode, sent els primers a l'NFL des de 1933.
Els Rams es van coronar campions el 1951 i van perdre les finals de 1949, 1950 i 1952. El 1948, els Rams va començar a utilitzar cascos decorats amb banyes d'ovella, pintats pel jugador Fred Gehrke, sent el primer equip professional de futbol americà a fer-ho. El 1950 va absorbir als Los Angeles Dons, mentre que va ser el primer equip de l'NFL a tenir tots els partits emesos per televisió.
Els Rams van tornar a perdre la final del campionat de 1955. No obstant això, excepte el 1958, van obtenir saldo negatiu de victòries en la dècada següent. La mala ratxa es va tallar el 1966, quan George Allen va assumir com a entrenador en cap. Van guanyar la divisió el 1967 i 1969, encara que van perdre la final de conferència en totes dues oportunitats. Deacon Jones va ser nomenat millor jugador defensiu de 1967 i 1968, mentre que Roman Gabriel va ser nomenat jugador més valuós de 1969. El 1972, Robert Irsay va comprar l'equip i el va transferir a Carroll Rosenbloom, intercanviant-lo amb els Baltimore Colts.
Chuck Knox va ser entrenador en cap dels Rams des de 1973 fins a 1977. Sota el seu comandament, van ser campions de divisió en totes les temporades, encara que va perdre les tres finals de conferència que va disputar. Ray Malavasi el va rellevar el 1978, aconseguint arribar a la final de conferència. El 1979 es va classificar a la Super Bowl XIV, on va perdre el campionat davant els Pittsburgh Steelers. Després van tenir dues temporades amb saldo negatiu de victòries, després de la qual cosa van acomiadar a Malavasi. El 1979, Rosenbloom va morir i la seva esposa Georgia Frontiere va assumir el control. El 1980 l'equip es va traslladar a Anaheim, pel fet que es va rebutjar la petició de remodelar el Los Angeles Memorial Coliseum.
Els Rams van contractar a John Robinson com a entrenador en cap per a la temporada 1983. Es van classificar a les postemporada quatre anys consecutius, aconseguint arribar a la final de conferència el 1985. El 1987 van tenir saldo negatiu de victòries, el 1988 van quedar eliminats en el partit de wild card, i el 1989 van aconseguir arribar a la final de conferència.
L'equip va resultar tercer en la seva divisió el 1990 i últim les següents quatre temporades. Això va provocar que no aconseguissin esgotar les entrades a l'Anaheim Stadium, la qual cosa al seu torn provocava que aquests partits no s'emetessin per televisió en el sud de Califòrnia, la qual cosa reduïa encara més el prestigi i la popularitat de l'equip.

### 1995-2015: Els St. Louis Rams
Frontiere va decidir mudar els Rams a St Louis, Missouri per a la temporada 1995. Per a això degué superar l'oposició inicial dels altres amos d'equips de la NFL. Durant el procés, Stan Kroenke va comprar el 30% de les accions de l'equip.
Els Rams van seguir amb saldo negatiu de victòries, fins que en 1999 van guanyar la seva divisió amb 13 victòries i tres derrotes, per a després triomfar en el Super Bowl XXXIV davant els Tennessee Titans. En 2000 van classificar a la posttemporada, on van perdre en el partit de wild card. En 2001 van arribar a disputar el Super Bowl XXXVI, on van perdre davant els New England Patriots per tres punts. En aquest període, el mariscal de camp Kurt Warner va ser nomenat jugador més valuós de 1999 i 2001, mentre que el corredor Marshall Faulk va ser jugador més valuós de 2000 i millor jugador ofensiu de 1999 i 2001.
L'equip va tornar a guanyar la divisió en 2003, però van perdre el partit de wild card. En 2004 van classificar a la posttemporada, perdent el partit divisional. En la dècada següent, els Rams van tenir saldo negatiu de victòries excepte en 2006, quan van tenir vuit victòries i vuit derrotes, i no van classificar a la posttemporada.
En 2010, Stan Kroenke va comprar la totalitat de les accions de l'equip. L'NFL ho va obligar a desfer-se de tots els seus negocis esportius a Denver (Denver Delícies, Colorado Avalanche, Colorado Rapids, Pepsi Center i Altitude).

### 2016-present: Retorn a Los Angeles

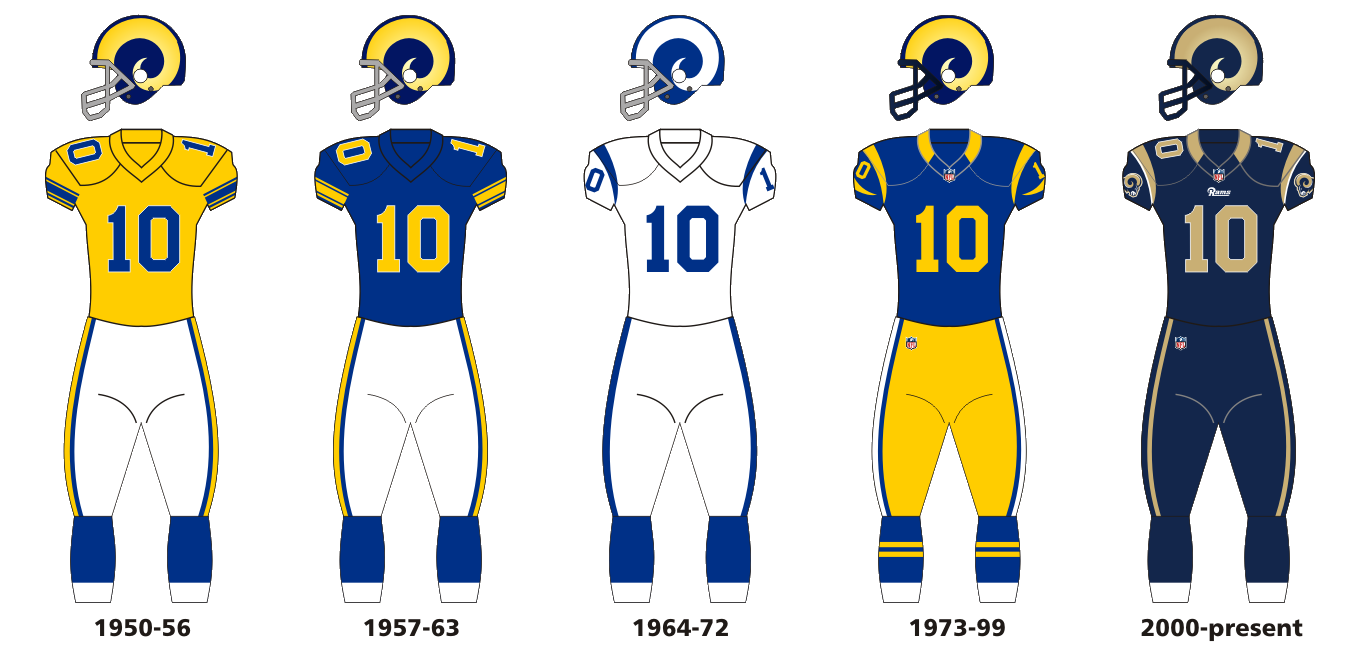
Evolució de l'uniforme dels Rams (1950–2016)

El 12 de gener de 2016, durant una junta amb els propietaris dels equips de la NFL a Houston, Texas, els propietaris van votar 30-2 perquè els Rams retornessin a Los Angeles en aquesta temporada. Així, els Sant Diego Chargers tenen l'opció d'unir-se a ells, o en cas contrari els Oakland Raiders tindrà la mateixa oportunitat a partir de gener de 2017. Els Rams jugaran en Los Angeles Memorial Coliseum, mentre que construeixen un estadi nou en Inglewood, l'estadi Los Angeles Stadium at Hollywood Park que s'inaugurarà en l'estiu de l'any 2020.
En la temporada 2017, els Rams seleccionen a Sean McVay com a entrenador en cap, a l'edat de 31 anys, i el mariscal de camp obridor és Jared Goff, fill del exbeisbolista Jerry Goff, que va ser seleccionat pels Rams en el draft de l'any 2016 de la Universitat de Califòrnia en Berkeley com el número u en la primera ronda. En concloure la temporada 2017, els Rams van guanyar la divisió Oest de la Conferència Nacional (NFC) per primera vegada des de l'any 2003 amb marca d'11 bestiars i 5 perduts. Els Rams van ser derrotats pels Atlanta Falcons 26-13. Primera vegada des de l'any 1989 que els Rams, com a equip de Los Angeles, juguen en un joc de posttemporada.
Per a la temporada 2018, els Rams jugaran cinc jocs nocturns, incloent un a la Ciutat de Mèxic (Estadi Asteca) contra els Kansas City Chiefs el dia 19 de novembre. Els Rams jugaran com a local. El dia 12 de novembre de l'any 2018, el joc entre els Rams i els Chiefs programat per a jugar en l'Estadi Asteca, va ser reubicat al Los Angeles Memorial Coliseum, després que les condicions del terreny de joc no estava appropiada perquè tots dos equips juguessin. El dia 2 de desembre de l'any 2018, els Rams derroten als Detroit Lions, 30-16, i guanyen el seu segon títol de la Divisió Oest de la Conferència Nacional, primera vegada des de les temporades 1978 i 1979, que els Rams van guanyar títols divisionals consecutius com a equip de Los Angeles.
El dia 20 de gener de l'any 2019, els Rams derroten als Nova Orleans Saints en temps extra, pel marcador de 26-23, quan el pateador, Greg Zuerlein, va anotar el gol de camp del desempat des de 57 iardes per a donar als Rams la victòria en el joc de campionat de la Conferència Nacional. Els Rams van guanyar la seva habitació campionat de la Conferència Nacional, el primer des de la temporada 2001, quan jugaven en St Louis, i van representar a la Conferència Nacional en el Super Bowl LIII, quan van jugar contra els New England Patriots perdent 3-13.
La temporada 2019, va ser l'última temporada per als Rams en el Los Angeles Memorial Coliseum, acaben amb marca de 9 bestiars i 7 perduts i acaben en el tercer lloc de la divisíon Oest de la Conferència National darrere dels San Francisco 49ers i Seattle Seahawks. L'últim joc de la temporada va ser el 29 de desembre de 2019 contra els Arizona Cardinals.
Per a la temporada 2020, els Rams tindran un nou logotip amb els colors blau rei, groc sol i blanc, que reemplaça dues classes d'uniformes, el blau marí i blanc i el blau rei i groc de l'antany. Va ser revelat el 23 de març de 2020 en la caserna general de l'equip en Thousand Oaks, Califòrnia.
Ja instal·lats en el nou estadi, el SoFi Stadium, la temporada 2021 va començar amb bon peu quan van decidir intercambiar els seu quarterback actual, Jared Goff, per el veterà Matt Stafford, també es van incorporar al equip Donny Von Miller i Odell Beckham Jr. Amb una plantilla dissenyada i construida amb estrelles, els Rams van firmar una de les seves millors temporades, fins i tot guanyant la Super Bowl LVI per davant dels Cincinnati Bengals. Al fer-ho van ser el segon equip en jugar i guanyar una Super Bowl al seu estadi local.

## Noms de la franquícia
- Cleveland Rams (1936-1945)
- Los Angeles Rams (1946-1994)
- St. Louis Rams (1995–2015)
- Los Angeles Rams (2016-Present)

## Palmarès
- Campionats de Lliga (3)
- NFL Campionats (2) 1945, 1951
- Campionats de SuperBowl (2) 1999 (XXXIV) 2021 (LVI)
- Campionats de Conferència (8)
- NFL Nacional: 1950, 1951
- NFL Oest: 1955
- NFC: 1979, 1999, 2001, 2018, 2021
- Campionats de Divisió (18)
- NFL Oest: 1945, 1949
- NFL Coastal: 1967, 1969
- NFC Oest: 1973, 1974, 1975, 1976, 1977, 1978, 1979, 1985, 1999, 2001, 2003, 2017, 2018, 2021
- Aparicions a Playoffs (31)
- 1945, 1949, 1950, 1951, 1952, 1955, 1967, 1969, 1973, 1974, 1975, 1976, 1977, 1978, 1979, 1980, 1983, 1984, 1985, 1986, 1988, 1989, 1999, 2000, 2001, 2003, 2004, 2017, 2018, 2020, 2021

## Estadis
Cleveland
- Cleveland Municipal Stadium (1936 - 1937, 1939 - 1941)
- League Park (1937, 1942, 1944 - 1945)
- Shaw Stadium (1938)

Los Angeles
- Los Angeles Memorial Coliseum (1946 - 1979, 2016 - 2020)

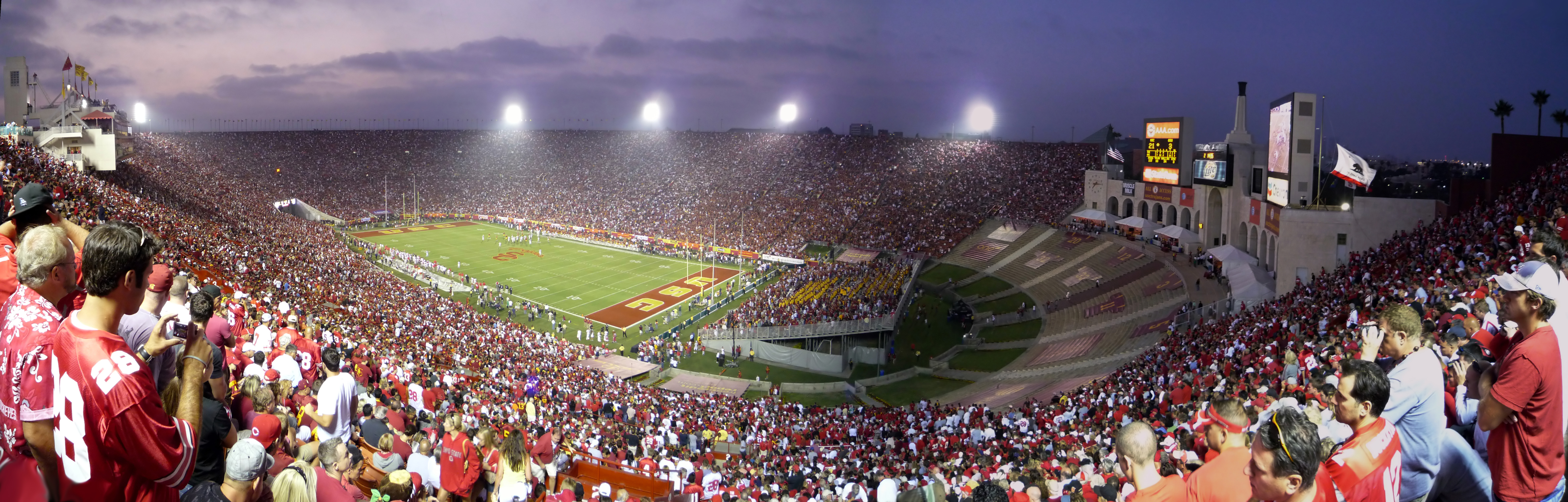
Panoràmica de l'estadi Los Angeles Memorial Coliseum.

- Anaheim Stadium (1980 - 1994)

Saint Louis
- Busch Memorial Stadium (primera meitat del 1995)
- The Dome at America's Center (1995 - 2015)
- Conegut com a Trans World Dome (1995 - 2000)
- Conegut com a Dome at America's Center (2001 - 2002)
- Conegut com a Edward Jones Dome (2002 - 2015)

Los Angeles
- Los Angeles Memorial Coliseum (2016 - 2020)
- SoFi Stadium (2020 - Present)